# 권혁순
권혁순(權赫舜, 1954년 5월 3일 ~)는 경상북도 포항에서 태어난 대한민국 군인이다. 제25대 대한민국 육군 제3야전군사령관을 역임한 예비역 대장이다.

## 학력
- 1973 포항공업고등학교 1회 졸업
- 1978 육군사관학교 제34기 공학사
- 1984 육군공병학교 졸업
- 1986 육군보병학교 졸업

## 주요 경력
- 32사단 97연대장(대령)
- 육군 제2야전군 작전참모처장(준장)
- 육군 제5보병사단장(소장)
- 합동참모본부 작전본부 작전부장(소장)
- 육군 수도방위사령관(중장)
- 합동참모본부 군사지원본부장(중장)

| 전임 이홍기 | 제25대 대한민국 육군 제3야전군사령관 2012. 10. 11. ~ 2014. 8. 12. | 후임 김현집 |